# یورویلز
یورویلز (به فرانسوی: Urvillers) یک کمون در فرانسه است که در ان (ا-دو-فرانس) واقع شده‌است. یورویلز ۱۳٫۶۹ کیلومتر مربع مساحت و ۵۹۵ نفر جمعیت دارد و ۱۱۱ متر بالاتر از سطح دریا واقع شده‌است.